# Terminator (nätverk)

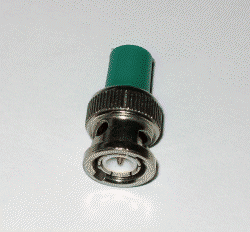
50 ohms avslutning med BNC-kontakt

En terminator eller avslutare är ett element som ansluts i ena änden av en vågledare (transmissionsledning) för att utsläcka signaler och undvika reflexioner och stående vågor. För elektriska ledare utgörs terminatorn av en resistor (motstånd) som precis motsvarar ledningens egna impedans. För en 75 ohms koaxialkabel utgörs terminatorn sålunda av en resistor om 75 ohm. För ljusledare utgörs terminatorn av en matt, svart yta som inte reflekterar något ljus. Ljudvågor termineras av porösa, ljudisolerande material.
Två vanliga praktiska användningar av terminatorer är vid signalöverföring över långa kablar (telefonledningar, kabel-TV, datornät) och i bussledningar på ett kretskort inne i en dator. I äldre datornätverk med koaxialkablar (Ethernet,  SCSI, thinnet, Token Ring) kunde terminatorn vara inbyggd i en BNC-kontakt som monterades på vardera änden av kabeln. I moderna versioner av Ethernet med partvinnad kabel sitter terminatorn i stället inne i porten.